# Sauvigny-les-Bois
Sauvigny-les-Bois – miejscowość i gmina we Francji, w regionie Burgundia-Franche-Comté, w departamencie Nièvre.
Według danych na rok 1990 gminę zamieszkiwało 1591 osób, a gęstość zaludnienia wynosiła 54 osoby/km² (wśród 2044 gmin Burgundii Sauvigny-les-Bois plasuje się na 134. miejscu pod względem liczby ludności, natomiast pod względem powierzchni na miejscu 187.).